# Simson-Identität
Die Cassini-Identität oder Simson-Identität beschreibt eine Beziehung dreier aufeinander folgender Fibonacci-Zahlen. Sie ist nach Giovanni Domenico Cassini (1625–1712) beziehungsweise Robert Simson (1687–1768) benannt, die sie unabhängig voneinander bewiesen, und zudem ein Spezialfall der allgemeineren Identität von Catalan.

## Identität und Verallgemeinerungen
Für drei aufeinander folgende Fibonacci-Zahlen {\displaystyle f_{n-1},f_{n},f_{n+1}} mit {\displaystyle n\in \mathbb {N} } gilt:
{\displaystyle f_{n-1}f_{n+1}-f_{n}^{2}=(-1)^{n}}
Dies ist ein Spezialfall der Identität von Catalan ({\displaystyle n,k\in \mathbb {N} ,\,n>k})
{\displaystyle f_{n}^{2}-f_{n-k}f_{n+k}=(-1)^{n-k}f_{k}^{2}},
die sich wiederum zur Identität von Vadja ({\displaystyle n,i,j\in \mathbb {N} }) verallgemeinern lässt:
{\displaystyle f_{n+i}f_{n+j}-f_{n}f_{n+i+j}=(-1)^{n}f_{i}f_{j}}.

## Beweis
Ein sehr kurzer Beweis der Cassini-Identität ergibt sich aus der Matrixdarstellung der Fibonacci-Zahlen:
{\displaystyle f_{n-1}f_{n+1}-f_{n}^{2}=\det \left(\left[{\begin{matrix}f_{n+1}&f_{n}\\f_{n}&f_{n-1}\end{matrix}}\right]\right)=\det \left(\left[{\begin{matrix}1&1\\1&0\end{matrix}}\right]^{n}\right)=\det \left(\left[{\begin{matrix}1&1\\1&0\end{matrix}}\right]\right)^{n}=(-1)^{n}}

## Geschichte
Der französische Astronom und Mathematiker Cassini bewies die Identität 1680 und der schottische Mathematiker Simson unabhängig davon 1753. Allerdings war die Identität vermutlich auch schon Johannes Kepler um 1608 bekannt. Der belgische Mathematiker Eugène Charles Catalan (1814–1894) publizierte die nach ihm benannte Identität 1879. Der britische Mathematiker Steven Vajda (1901–1995) schrieb ein Buch über Fibonaccizahlen (Fibonacci and Lucas Numbers, and the Golden Section: Theory and Applications, 1989), in dem die nach ihm benannte Identität enthalten ist. Allerdings wurde diese Identität auch schon 1960 von Dustan Everman im The American Mathematical Monthly veröffentlicht.